# Mahakali-Höhlen

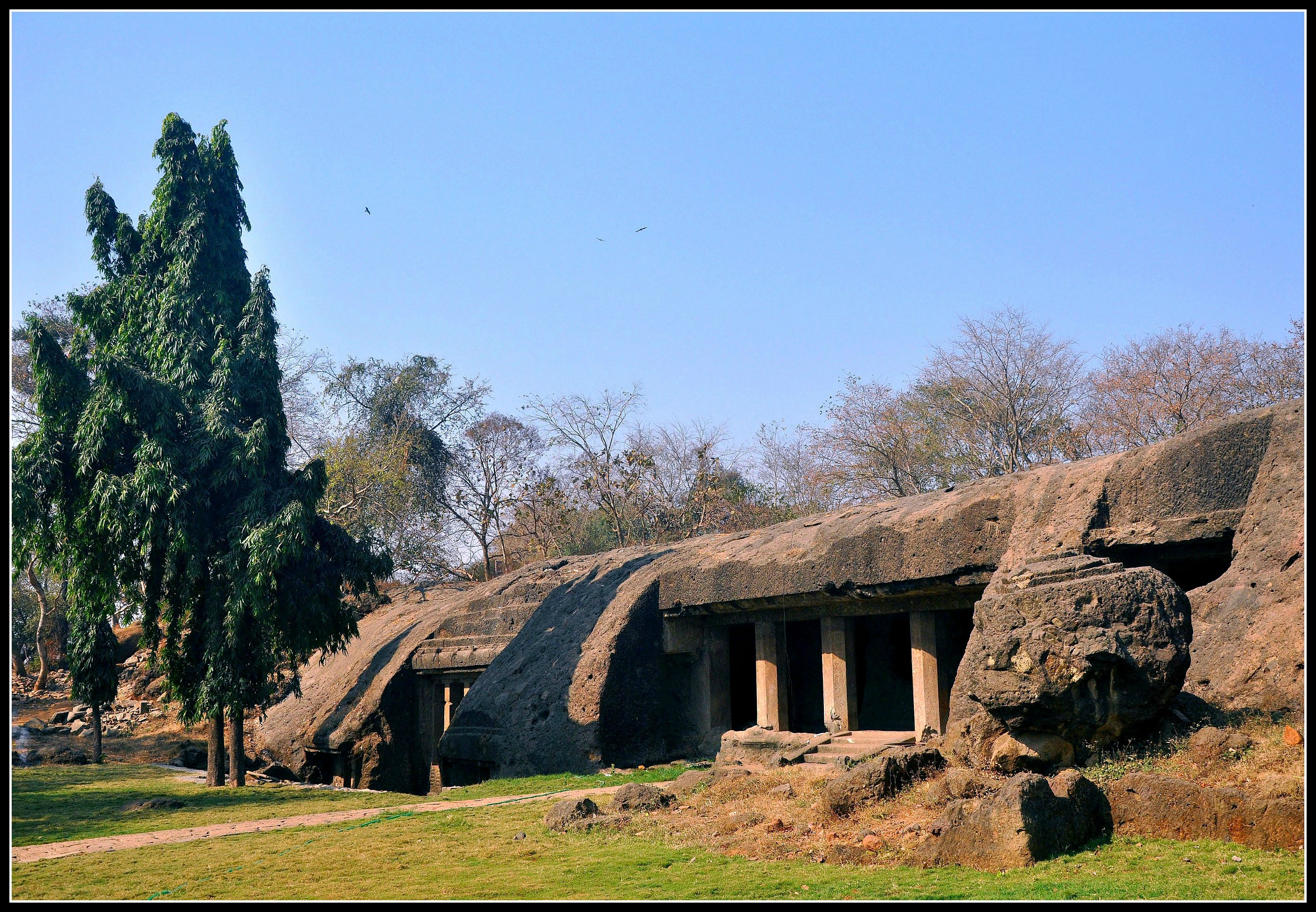
Mahakali-Höhlen

Die insgesamt 19 buddhistischen Mahakali-Höhlen (Marathi: महाकाली गुंफा; englisch Mahakali Caves) sind auch unter dem Namen Kondivita Caves bekannt; sie gehören zu den weitgehend unbekannten und entsprechend selten besuchten Höhlenklöstern in der Umgebung von Mumbai (Indien).

## Lage
Die Mahakali-Höhlen liegen in den küstennahen Ausläufern der Westghats unweit eines alten Handelsweges etwa 35 km nördlich des heutigen Zentrums von Mumbai in der Vorstadt Andheri in einer Höhe von ca. 25 m. Die Andheri Railway Station oder die Jogeshvari Railway Station sind mit Vorortzügen gut zu erreichen; die restlichen ca. 3 km in östlicher Richtung sind am besten mit Taxis oder Motorrikschas zurückzulegen. Die benachbarten hinduistischen Jogeshwari-Höhlen befinden sich nur etwa 3 km (Fahrtstrecke) nordwestlich.

## Datierung
Bauinschriften fehlen weitestgehend – die Archäologen haben jedoch Gründe zu der Annahme, dass die 19 Höhlen in der Zeit vom 1. Jh. v. Chr. bis zum 6. Jh. n. Chr. entstanden sind. Über Auftraggeber und Stifter ist ebenfalls so gut wie nichts bekannt. Die einzige und noch dazu schlecht erhaltene Inschrift in der Verehrungshalle (chaitya) ist in etwa wie folgt zu übersetzen: „Stiftung einer vihara zusammen mit seinem Bruder von Pittimba, einem Brahmanen und Gautama-Verehrer; einem Einwohner von Pachi Kama.“

## Höhlen
Die beiden Gruppen der Mahakali Caves (4 Höhlen im Nordwesten und 15 Höhlen im Südosten) wurden mitsamt den Pfeilern, dem Stupa, den Mönchszellen und den figürlichen Reliefs aus dem vulkanischen Granitgestein des Dekkan-Trapp herausgehauen. Sie erreichen insgesamt bei weitem nicht die architektonische und künstlerische Qualität einiger Höhlen in Ajanta und Ellora. Die meisten Höhlen liegen zum Schutz vor Hochwasser (Monsunregen) und freilaufenden Tieren leicht erhöht und sind nur über in den Fels gehauene Treppenstufen zu erreichen.

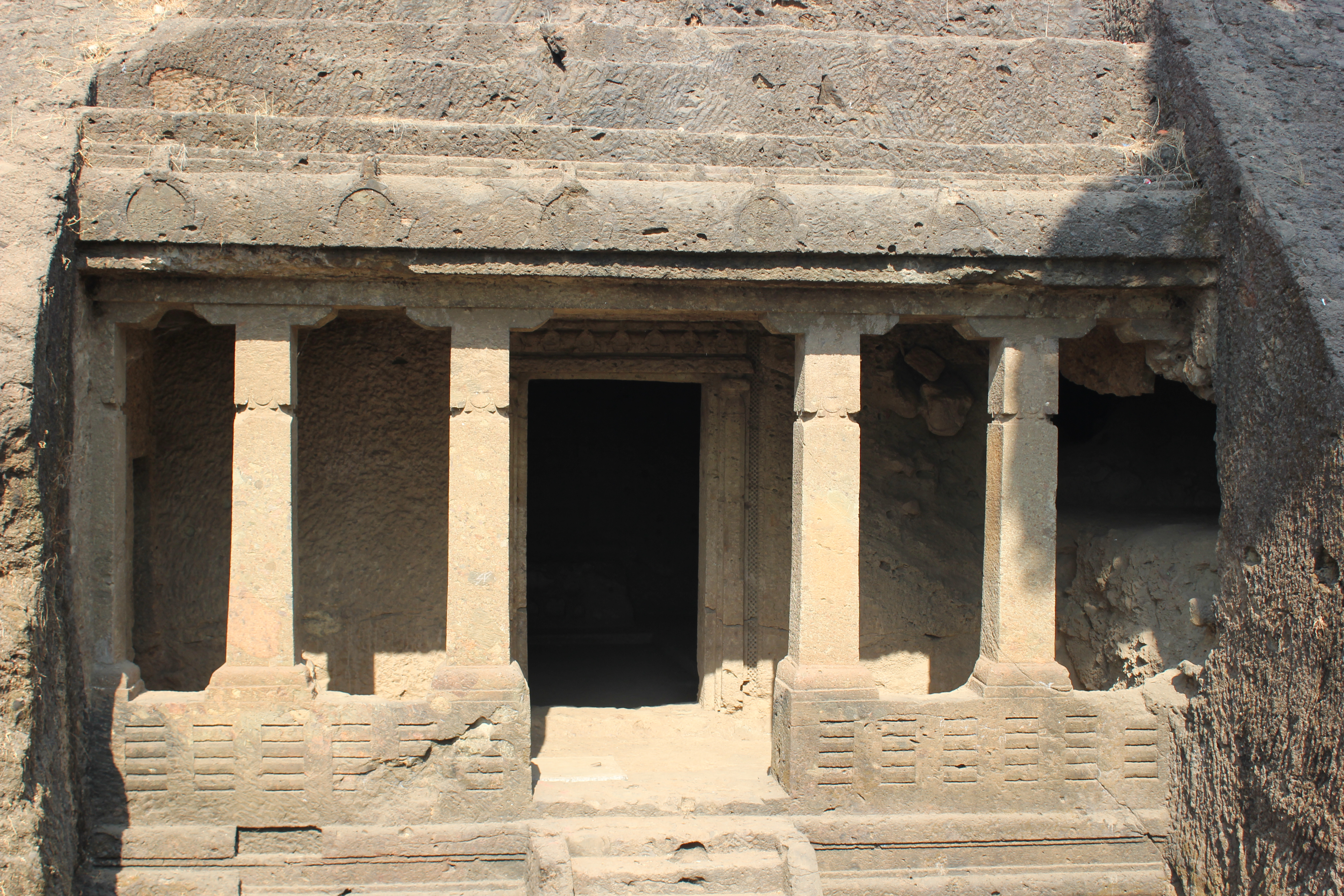
Höhle 2 mit Portikus (mandapa) und Steinzaun (vedika)

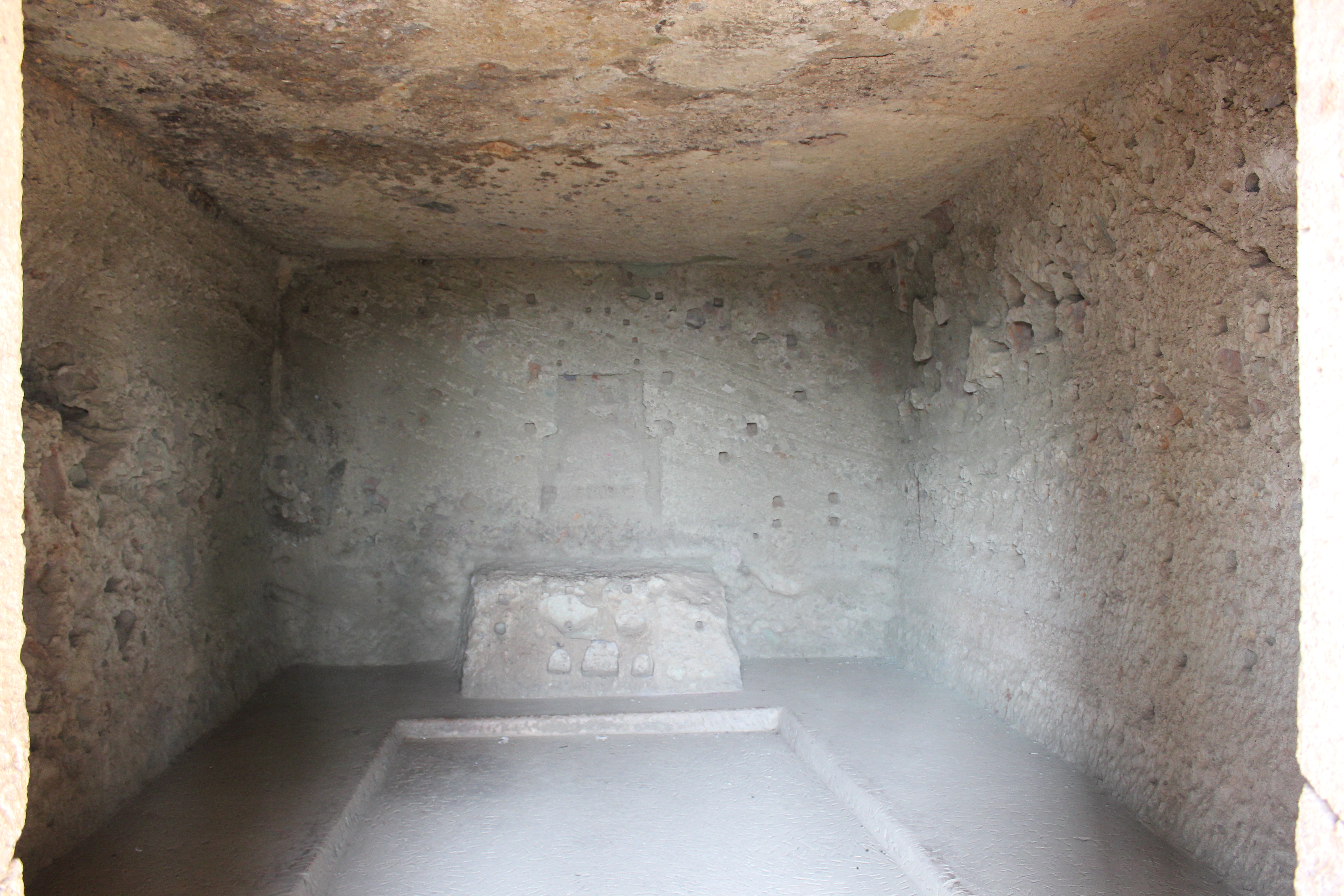
Seitenkammer von Höhle 2

- Die Höhlen 1–3 bilden ein architektonisches Ensemble von viharas, wobei jedoch die Höhlen 1 und 3 unvollendet geblieben sind. Die ebenfalls nicht ganz fertiggestellte Höhle 2 verfügt zusätzlich über einen vorgelagerten und durch reliefierte Steinzäune (vedikas) von der Außenwelt abgetrennten Portikus (mandapa), hinter dem sich – erneut leicht erhöht – die eigentliche Wohnhalle befindet. Oberhalb des Portikus und über dem Portal zwischen Portikus und Halle sind kleine „Mondfenster“ (chandrasalas) zu erkennen. Die quadratischen Pfeiler der Vorhalle sind undekoriert; ihre Kapitellzone ist nur durch Einkerbungen markiert. In die Rückwand einer tief ausgehöhlten Seitenkammer ist ein kleiner Votivstupa eingeritzt; davor befindet sich eine Art Altarstein, der aber auch als leerer Thronsitz Buddhas gedeutet werden kann[1]. Insgesamt weisen sowohl die einfache Architektur mit ihren vedikas, als auch die nahezu fehlende Ornamentik auf eine frühe Entstehungszeit (2./3. Jh.) hin.
- Höhle 4 ist die größte aller viharas von Mahakali. Die seitlichen, von kapitelllosen oktogonalen Pfeilern abgetrennten Räume liegen gegenüber der eigentlichen Halle leicht erhöht.

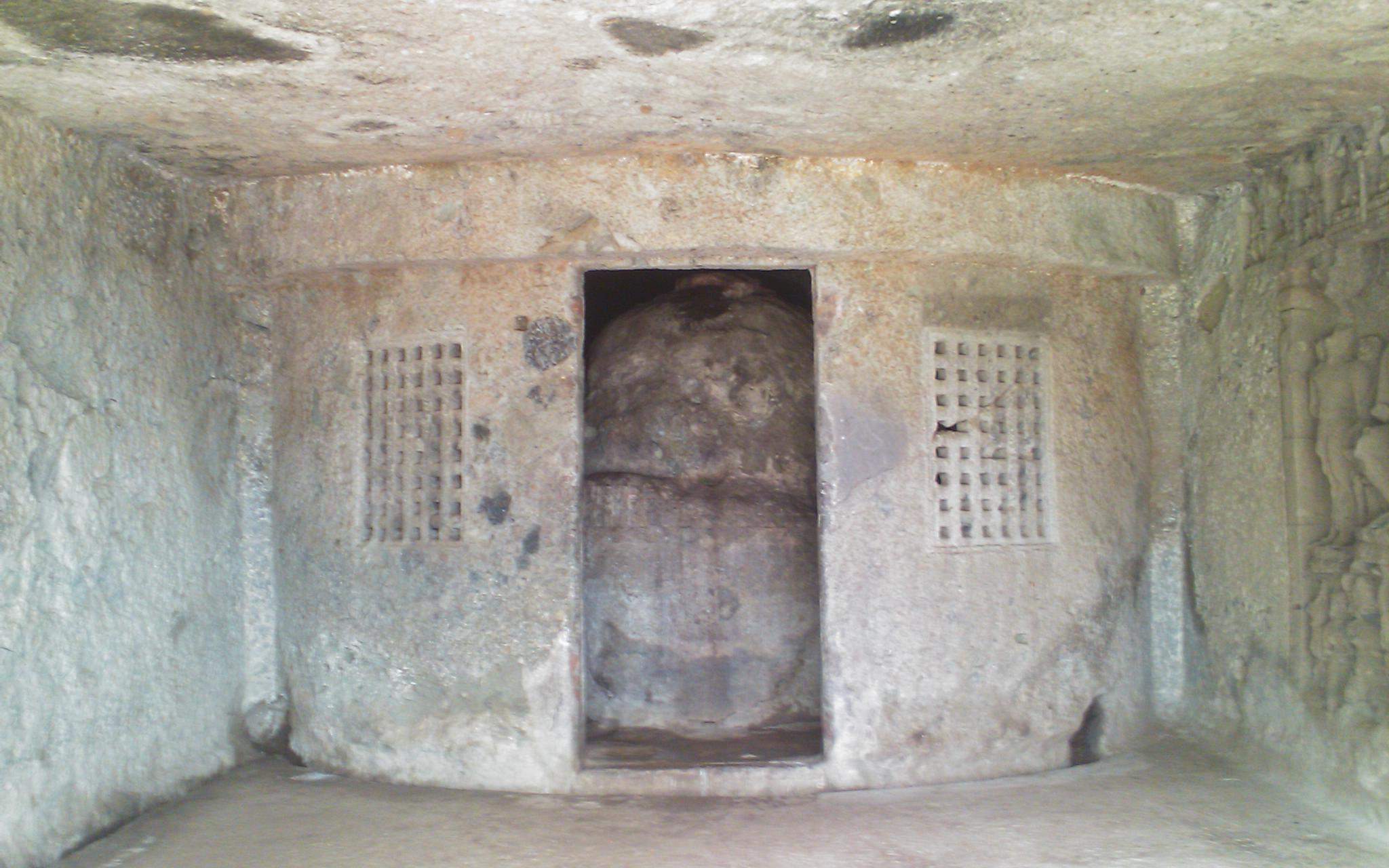
Höhle 5 mit Stupa

- Die Höhle 5 ist wahrscheinlich der älteste Bauteil unter den Mahakali-Höhlen; eine ehemals vorhandene Vorhalle ist größtenteils weggebrochen. Es handelt sich um eine Verehrungshalle (chaitya) mit einem – durch zwei gerundete und von Jali-Fenstern durchbrochene Wandsegmente – abgetrenntem Raum für den anikonischen Stupa mit einem Durchmesser von 2,35 m und einer Höhe von annähernd 4 m, der von den Mönchen (in späterer Zeit vielleicht auch von hochgestellten oder wohlhabenden Personen) in einer pradakshina-Zeremonie umschritten werden konnte. Ebenso ungewöhnlich wie die Architektur der Chaitya-Halle, die nur mit zwei Höhlen (Lomas-Rishi-Cave und Sudama Cave) in den Barabar Hills im etwa 1500 km entfernten Bundesstaat Bihar annäherungsweise zu vergleichen ist, sind die beiden Steingitter-Fenster (jalis), die – neben einem ähnlichen Fenster im etwa 120 km südöstlich gelegenen Höhlenheiligtum von Bhaja – wahrscheinlich die ältesten erhaltenen Fenster ihrer Art in ganz Indien sind: Die waagerechten und senkrechten Gitterelemente sind geringfügig hintereinander versetzt angeordnet, was auf den Willen zur Nachahmung hölzerner Vorbilder in Stein schließen lässt. In der rechten Wand befindet sich ein – in späterer Zeit (5./6. Jh.) angebrachtes – tiefgründiges Relief mit der Darstellung eines sitzenden Buddha, der von zwei stehenden Bodhisattvas (Padmapani und Vajrapani) begleitet wird. Kleinere Buddhafiguren in unterschiedlichen Sitzpositionen und Handhaltungen (mudras) sind oberhalb angebracht. Rechts davon steht in einem ausgeprägten Kontrapost eine weitere Bodhisattva-Figur mit einem im Lotussitz meditierenden Buddha über ihrem – zerstörten – Haupt; noch weiter rechts finden sich erneut kleine Buddhas in ‚europäischer Sitzhaltung‘.

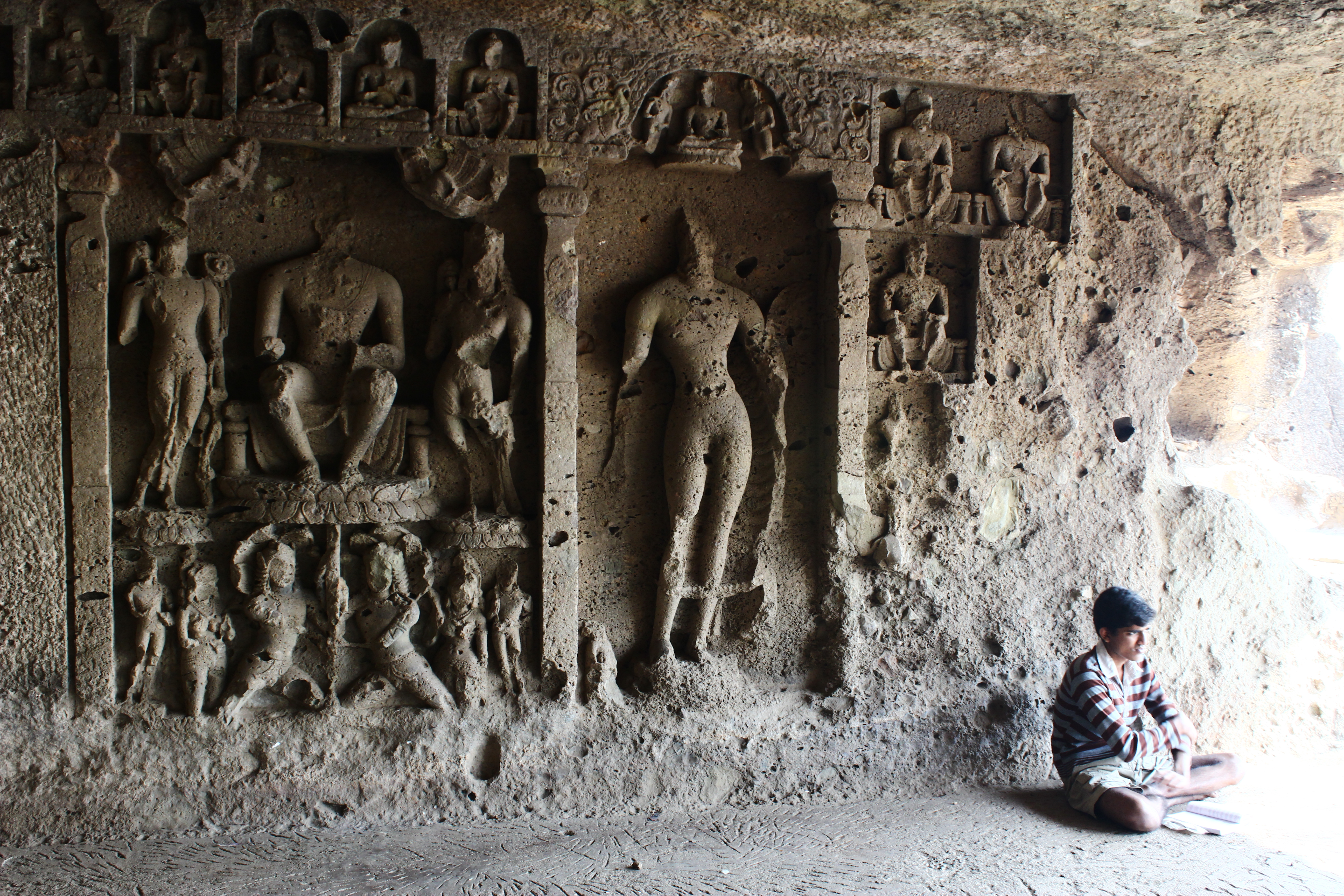
Wandrelief in Höhle 5
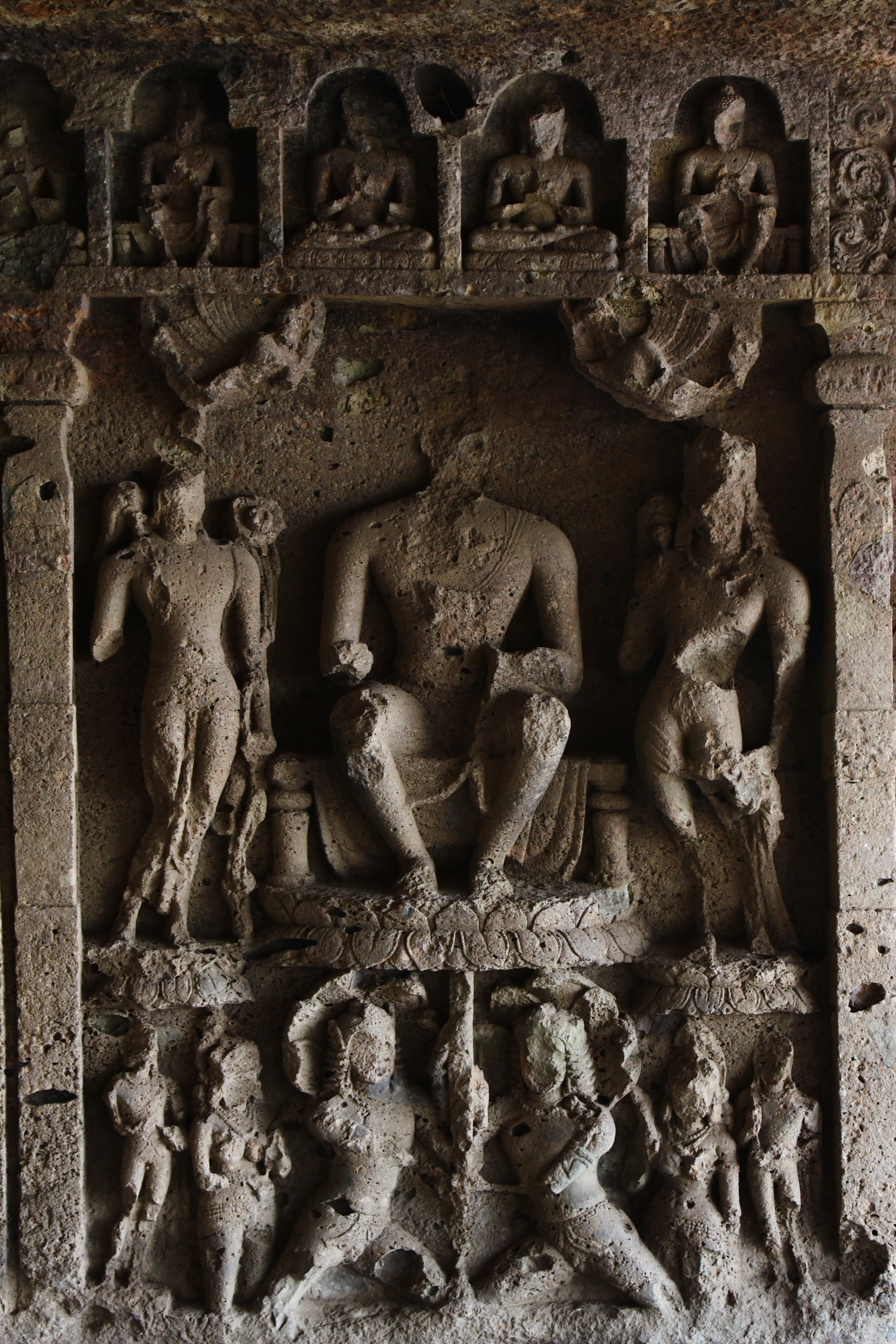
Ausschnitt
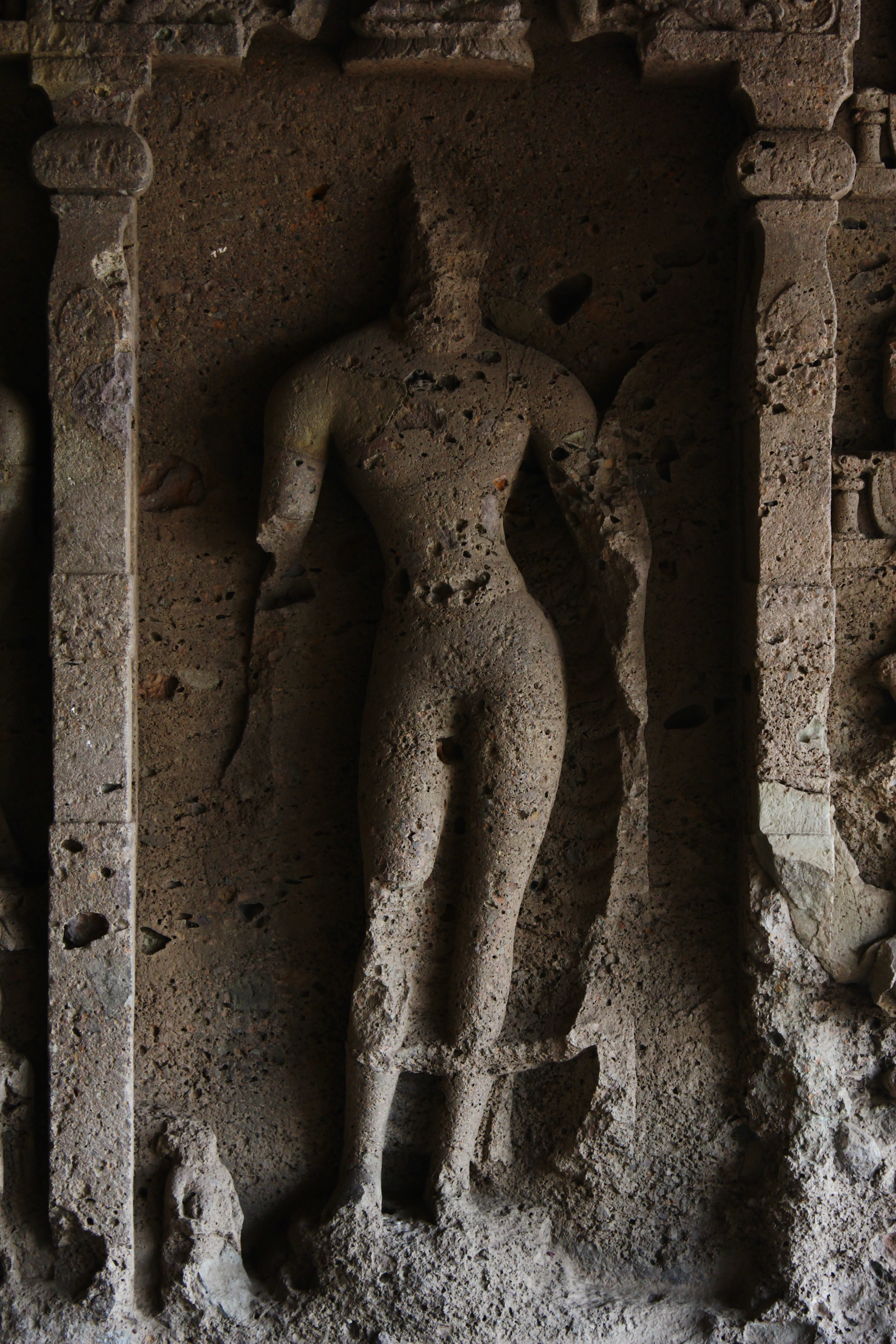
Bodhisattva-Figur

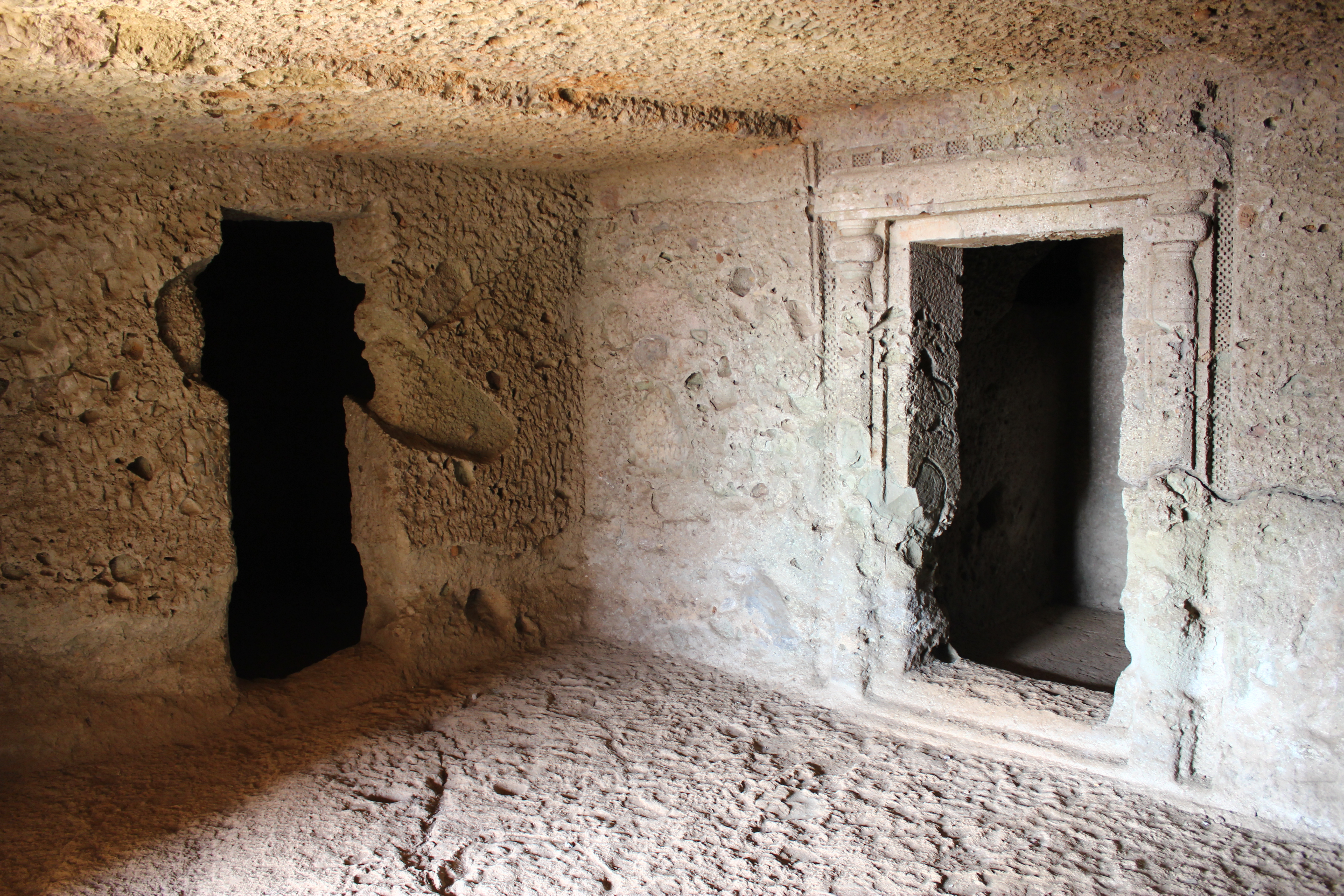
Höhle 6

- Die Höhlen 6–12 sind unvollendet geblieben oder nur sehr schlecht erhalten. In Höhle 6 findet sich ein schön gestaltetes Portal zur eigentlichen Sanktumskammer (garbhagriha).
- Höhle 13 ist eine kombinierte Wohn- und Kulthöhle bestehend aus einer Vorhalle und einer von vier Pfeilern gestützten Haupthalle, an die sich Annexräume anschließen, von denen einer ein Buddhastandbild enthielt. Die Stützen der Höhle 13 mit ihren amalaka-Kapitellen sind weitaus ausgereifter als die in den übrigen Höhlen, was eine spätere Datierung nahelegt.
- Die Höhlen 14–19 sind eher schlecht erhalten und bieten keine architektonischen oder künstlerischen Besonderheiten mehr.